# Albert Pálffy

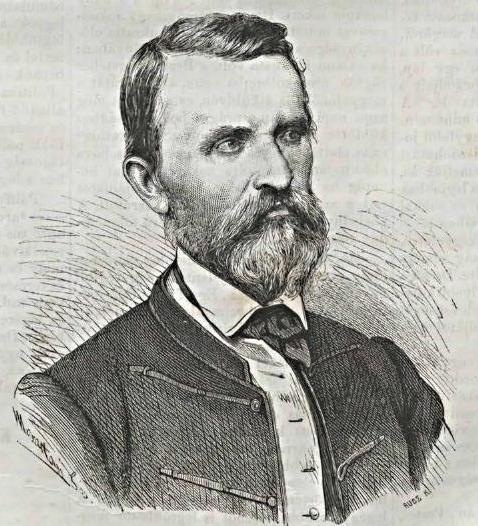
Albert Pálffy

Albert Pálffy, född 20 april 1820 i Gyula, död 22 december 1897 i Budapest, var en ungersk författare.
Pálffy uppträdde först med romanerna Magyar millionair (1846) och Fekete könyv (Svarta boken, 1847), utgav 1848 den i republikansk anda redigerade dagstidningen "Márczius Tizenötödike" ("15 mars"), som ådrog honom flerfaldig förföljelse, och gjorde sig sedermera gjort omtyckt såsom novellförfattare. Han invaldes 1864 i Kisfaludysällskapet och 1884 i Ungerska akademien.